# Рефат Веліулла Джамі
Рефат Веліулла Джамі (крим. Refat Veliulla Cami) — соборна мечеть міста Білогірськ Автономної Республіки Крим.

## Історія
Будівництво почалося 2013 року.

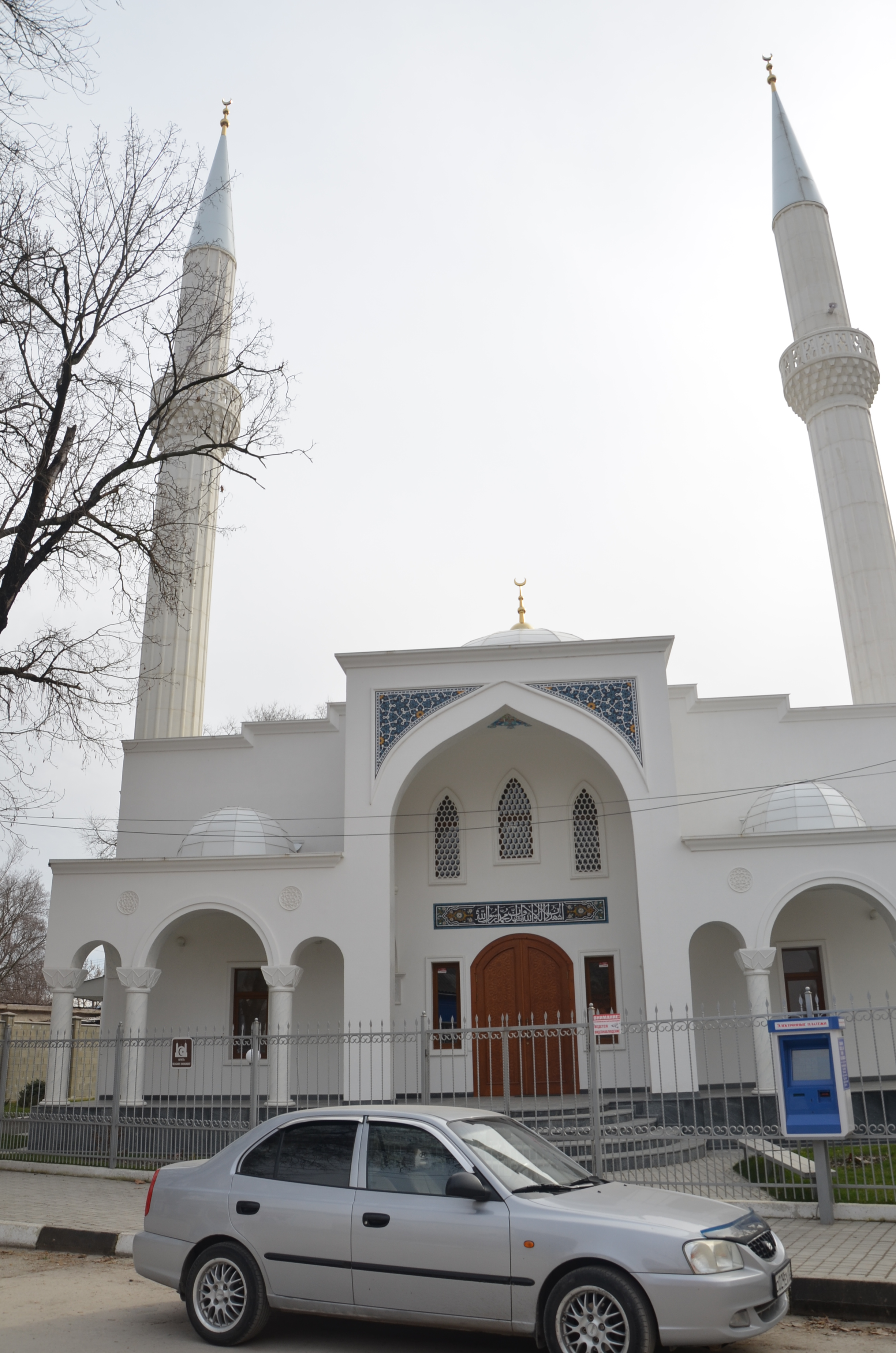
Соборна мечеть, 2016 рік

Зведення мечеті взяв на себе кримськотатарський підприємець, меценат, засновник Благодійного фонду сприяння міжнаціональної злагоди ім. Бекіра Чобан-заде Ресуль Веліляєв.
Меценат зазначив, що ця мечеть йому особливо дорога і цінна, оскільки він виконав заповіт свого покійного батька Рефата Веліулла, який перед смертю взяв з нього слово, що син приїде в Карасубазар і побудує там мечеть. «Душу переповнює гордість, що виконав заповіт батька і свою заповітну мрію. Сподіваюся, ця мечеть послужить центром об'єднання людей. Будівництво будь-якої культової споруди в Криму — це головне в духовному відродженні будь-якого народу, будь-якої нації».
Урочисте відкриття відбулося 4 квітня 2015 року. На урочисте відкриття Соборної мечеті приїхали близько двох тисяч осіб. Мусульмани прибули на свято з усіх районів Криму, а також Башкортостану, Татарстану, Дагестану, Росії та Туреччини.

## Архітектура
Мечеть прикрашають два мінарети, заввишки 33 метри. Купол споруди розписаний кримськими майстрами, для внутрішньої обробки використані цінні породи деревини.
Місткість мечеті — 500 осіб. На першому поверсі розташовується молитовна кімната для чоловіків, на другому — для жінок. У підвальному приміщенні планується розмістити класні кімнати, конференц-зал, кімнату для ритуального обмивання і їдальню. У майбутньому поряд з мечеттю планується побудувати медресе і створити паркову зону.